# 권미희
권미희(1985년 11월 15일~)는 대한민국의 여성 국악인, 크로스오버 가수, 싱어송라이터, 유튜브 크리에이터, 중요무형문화재 제23호 가야금산조 및 병창 전수자이다.

## 개요
김추자 명창에게 판소리, 남도민요를 사사받았다. 주요 장르는 국악(판소리), 크로스오버, 국악가요, 찬불가, 뮤지컬, 트로트 등이다.

## 데뷔
2010년 4월 2일 정규앨범 《천상의 소리꾼》으로 데뷔했다.

## 활동
- 2022년 2월 25일 JTBC 국악경연 프로그램 《풍류대장》에 세명의 소리꾼 권미희, 이아진, 임재현이 음원유통사 뮤직카로마를 통해 '권미희 X 이아진 X 임재현'의 싱글 EP 《제비노정기》를 공개했다. 세 명의 소리꾼은 《풍류대장》의 3라운드 팀 배틀에서 전통 판소리 〈흥보가〉의 주요 대목인 '제비노정기'를 현대적 록사운드를 넣어 재해석한 창작곡이다. 심사위원이었던 송가인은 "이 곡이 이렇게도 바뀔 수가 있구나 싶었다. 편곡이 신선한 도전이었다"라고 평했다.[3]
- 2022년 3월 8일 부터 4월 3일 까지 (주)엠에스엠시가 제작을 맡은 고대 인도의 카필라국의 왕자 고타마 싯다르타의 일대기를 다룬 창작뮤지컬 《뮤지컬 싯다르타(Musical The Life of Siddhartha)》에서 싯다르타와 혼인하는 카샬라국의 야소다라(Yasodhara) 공주로 출연했다.[4]
- 2022년 11월 9일 JTBC 국악경연 프로그램 《풍류대장》에 참가해 발매한 《제비노정기》가 인연이 되어 권미희, 임재현, 이아진이 뭉쳐서 '똘끼있는 소리꾼들이 똘똘 뭉쳤다"[5]는 의미의 국악밴드 '똘갱스(TTGS: ttolgangs)'를 결성했다. 11월 30일 신곡을 발표할 예정이다.

## 방송

### TV
- 너의 목소리가 보여 1 (2015) - 에일리 편
- 보이스 코리아 2020 (2020) - Top32
- 내일은 미스트롯 2 (2020) - Top112
- 풍류대장 - 힙한 소리꾼들의 전쟁 (2021) - Top33
- 2024. 7. 31. ~ 2025. 2. 4. BBS 《GO! 전법, 오늘부터 불교성전》 MC

### 라디오
- 2021. 4. 13. ~ 2022. 2. 1.   BBS 라디오 《김흥국의 백팔가요》고정게스트
- 2022. 2. 7. ~ 2024. 9. 3.   BBS 라디오 《김소유의 백팔가요》고정게스트
- 2023. 1. 22.    BBS 라디오 《좋은 아침 성전입니다》1500회 특집 공개방송, 게스트 〈노를 저어라〉,〈꽃이 핀다〉
- 2023. 10. 1. ~ 2025. 3. 9   국악방송 《온고을 상사디야》 강길원과 공동DJ
- 2024. 9. 14. ~   BBS 라디오 《권미희의 인연in 가요》 DJ

## 음반
- 천상의 소리꾼 (2010)
- 천상의 소리꾼 권미희 (경도십이영) (2010)
- 권미희III - 그리움 (Missing You) (2014)
- 밤.달.빛.아.래 권미희 Version 4 (2014)
- 님아 (2016)
- 우리시대 시조 국악가요집 '꽃이 핀다' (2018)
- 노를 저어라 (2020)
- 마음 (2021)
- 물레의 노래(2023년)
- 님 마중 가는 길(2023년)
- 신곡대잔치(2023년)
- 불자를 위한 노래(2023년)
- 하늘도 소도 웃는다 (2024)
- 에이야 호야 (2024)
- 오늘의 운세 (2024)
- 가사도 (2024)
- 송도밤바다 (2025)
- 프로야구 응원가 (2025)

- 제비노정기 (2022)
- TUKTAK (2022)
- 장타령 (2023)
- 화초장 (2023)
- 흥 (2025)
- 뮤지컬 싯다르타 Season4 (2022)
- 목포노래 큰잔치 (2025)

## 공연
- 2011년 뮤지컬 《수로부인》
- 2022.03.08. ~ 2022.04.03. 《뮤지컬 싯다르타(Musical The Life of Siddhartha)》(서울 우리금융아트홀), 야소다라(Yasodhara) 공주 역

## 학력, 수련과정
- 김추자 선생에게 판소리, 남도민요 사사
- 대구예술대학교 한국음악 전공[6]

## 자격
- 국가무형문화재 제23호 가야금산조 및 병창 전수자[7]

## 수상
- 1997. KBS대구 창작국악경연대회 대상
- 1995. 제13회 경주신라문화재 전국국악경연대회 우수상
- 1995. 제6회 대구국악제 전국국악경연대회 장원
- 2009. 찬불가 제작위원회 가창부문 대상 (찬불가 제정위원회)
- 대구 전국국악대전 판소리 부문 금상
- 경주 전국국악대전 판소리 부문 우수상
- 부산 전국국악경연대회 판소리 부문 차상
- 대구 독도사랑가요제 대상
- KBS 전국노래자랑 2009년 상반기 결승 대상
- KBS 전국노래자랑 2009년 연말 최종 결선 준우승

## 경력
- 홍보대사
  - 2014. 7. 11. 마포문화원 홍보대사
  - 2020. 10. 16. 대구 달서구 홍보대사
  - 2021. 7. 9. 생명나눔실천본부 홍보대사
  - 2022. 1. 10. 대한불교청년회 홍보대사
  - 2024. 조계사 홍보대사
- 전 퓨전국악밴드 스윗풍류 리더
- 현 한국전통문화노리터 대표
- 현 국악그룹 똘갱스 멤버

## 기타
- 법명 : 금강화
- 별명 : 팔방미희, 천상선녀, 금강화보살, 쿠로미희, 미희멜로디, 미희핑, 권완선, 권또배기, 미희블리, 똘희공주, 아가미희, 귀요미희